# 蓬贾伊普利亚姆帕蒂
蓬贾伊普利亚姆帕蒂（Punjaipuliampatti），是印度泰米尔纳德邦Erode县的一个城镇。总人口15144（2001年）。

## 人口
该地2001年总人口15144人，其中男性7594人，女性7550人；0—6岁人口1300人，其中男676人，女624人；识字率66.91%，其中男性为76.01%，女性为57.76%。